# 維恩巴赫河
51°4′25.78″N 6°59′59.75″E / 51.0738278°N 6.9999306°E
維恩巴赫河（德語：Wiembach），是德國的河流，位於該國西部，處於北萊茵-威斯特法倫州，屬於伍珀河的右支流，河道全長10.5公里，流域面積21.5平方公里。